# 諏訪敦彥
諏訪敦彥（日语： Suwa Nobuhiro；1960年5月28日—），是日本電影導演，他在法國與日本皆有拍攝作品。他的劇本創作以即興著稱，通常會與演員共同討論後決定劇情走向，對白則讓演員在現場發揮。

## 生平
諏訪敦彥在廣島出生長大，畢業於東京造形大學。1999年，他完成的第二部劇情長片《二分之一的母親》進入第52屆坎城影展導演雙週單元，並獲得費比西國際影評人獎。
2001年，他融合劇情與紀錄片元素，嘗試翻拍亞倫·雷奈1959年電影《廣島之戀》，完成第三部長片《廣島別戀》，在第54屆坎城影展一種注目單元中首映。2005年，他前往法國拍攝的《現代離婚故事》於盧卡諾影展獲得評審團特別獎。
2009年、諏訪敦彥與西波里特·吉拉多特合導《由紀與妮娜》，於第62屆坎城影展導演雙週單元中首映。2017年，他完成與法國演員尚-皮耶·李奧合作的《獅子徹夜未眠》，是他睽違8年的長片作品，於聖賽巴斯提安影展首映。2020年，諏訪敦彥完成以风的电话为主题的311事件倖存者題材的長片《想再聽見你》，於第70屆柏林影展新世代青少年單元獲得國際評審團特別提及。
除了電影工作外，諏訪也在大學教授電影，他於2008年出任母校東京造形大學校長，直至2013年因病而卸任。目前他為東京藝術大學教授。

## 電影作品

### 長片
- 1997年：《愛情二重奏》(2/デュオ)
- 1999年：《二分之一的母親》(M/Other)
- 2001年：《廣島別戀》(H Story)
- 2005年：《現代離婚故事（法语：Un couple parfait (film, 2005)）》(Un couple parfait)
- 2009年：《由紀與妮娜》(Yuki et Nina；與西波里特·吉拉多特（法语：Hippolyte Girardot）合導)
- 2017年：《獅子徹夜未眠（法语：Le lion est mort ce soir (film)）》(Le Lion est mort ce soir)
- 2020年：《想再聽見你（日语：風の電話 (映画)）》(風の電話)

### 短片
- 2006年：《勝利廣場》(Place des Victoires; 多段式電影《巴黎我愛你》其中一段)

## 外部連結
- 諏訪敦彥在互联网电影资料库（IMDb）上的資料（英文）
- 東京造形大学 諏訪敦彦ゼミのブログ （页面存档备份，存于）
- 諏訪敦彥的X（前Twitter）